# Michael Blackburn
Michael James Blackburn (* 25. Juli 1970 in Sydney) ist ein australischer Segler.

## Erfolge
Michael Blackburn nahm an drei Olympischen Spielen in der Bootsklasse Laser teil. Bei den Olympischen Spielen 1996 in Atlanta verpasste er als Vierter noch knapp einen Medaillengewinn, ehe er vier Jahre darauf in seiner Geburtsstadt Sydney hinter Ben Ainslie und Robert Scheidt die Bronzemedaille gewann. Die Spiele 2004 in Athen schloss Blackburn auf dem neunten Rang ab.
Bei Weltmeisterschaften gewann er 2000 in Cancún mit Silber seine erste WM-Medaille, 2003 und 2004 sicherte er sich jeweils Bronze. Im Laser Radial wurde er 2004 dagegen ebenso Weltmeister, wie zwei Jahre darauf im Laser bei den Weltmeisterschaften in Jeju-si.